# Josef Dostál (kajakář)
Josef Dostál (* 3. března 1993 Praha) je český rychlostní kanoista, závodící na kajaku. Je olympijským vítězem, držitelem dalších pěti olympijských medailí a pětinásobným mistrem světa. V roce 2024 zvítězil v české anketě Sportovec roku.

## Život
Pochází z hudební a sportovní rodiny, jeho matkou je československá reprezentační volejbalistka a jazzová zpěvačka Eva Emingerová-Dostálová, otcem sochař a kajakář Tomáš Bosambo Dostál. Jeho sestry Anna (* 1991) a Magdalena (* 1995) se věnují volejbalu.

## Sportovní kariéra
Je členem klubu ASC Dukla, má hodnost praporčíka.
V české reprezentaci působí od roku 2008. V roce 2011 se stal juniorským mistrem světa a snadno se zařadil i do seniorské reprezentace.
Na Letních olympijských her 2012 v Londýně byl nejmladším členem posádky čtyřkajaku, kterou tvořil společně s Danielem Havlem, Lukášem Trefilem a Janem Štěrbou. Kvarteto postoupilo do finále a v něm obsadilo třetí příčku. Dostál byl se svými 202 centimetry zároveň nejvyšším členem posádky a společně s volejbalistou Přemyslem Kubalou také nejvyšším členem celého českého olympijského týmu v Londýně.
V roce 2013 získal další titul mistra světa, tentokrát ve věkové kategorii do 23 let.
O rok později na mistrovství světa v Moskvě závodil již mezi dospělými. Z rozjížďky kajakářů postoupil přímo do finále, které vyhrál s náskokem více než jedné sekundy před Bulharem Miroslavem Kirčevem. O den později slavil druhé zlato, tentokrát jako člen posádky vítězného čtyřkajaku ovládli závod na kilometrové trati s dalšími členy Danielem Havlem, Lukášem Trefilem a Janem Štěrbou.
Roku 2015 získal na mistrovství světa získal v kategorii K1 1000 m stříbro. Se čtyřkajakem, ve stejném složení jako na předchozím mistrovství, získal na kilometrové trati bronz.
Letních olympijských her 2016 v Riu se účastnil ve dvou kategoriích. Nejprve získal stříbro v kategorii K1 1000 m a následující den se mu podařilo obhájit bronz se čtyřkajakem.
Na Letních olympijských hrách 2020 skončil v závodě singlkajakářů pátý a v kategorii K2 vybojoval s Radkem Šloufem bronzovou medaili.
Na Letních olympijských hrách 2024 vyhrál závod singlkajaků na 1000 metrů.

## Osobní život
Josef Dostál se věnuje muškaření. 
V roce 2024 se zasnoubil se svojí reprezentační kolegyní Anežkou Paloudovou a 5.července 2025 oznámili narození svého prvorozeného syna Jonatána 